# Losacino
Losacino is een gemeente in de Spaanse provincie Zamora in de regio Castilië en León met een oppervlakte van 44,23 km². Losacino telt 230 inwoners (1 januari 2016).

## Demografische ontwikkeling
Bron: INE, 1857-2011: volkstellingen
Opm.: In 1857 werden de gemeenten Castillo de Alba, Muga de Alba en Vide de Alba aangehecht